# Aeropuerto de Uchda Angads
El Aeropuerto de Uchda Angads (مطار وجدة أنجاد) (IATA: OUD, ICAO: GMFO) es un aeropuerto que sirve a Uchda, una ciudad en la región Oriental en Marruecos. Está localizado aproximadamente a 12 kilómetros (7 mi) al norte de Uchda y aproximadamente a 600 kilómetros (373 mi) al nordeste de Casablanca, cerca la frontera argelina.

## Instalaciones
El aeropuerto se encuentra a una altitud de 468 m por encima de nivel de mar. Tiene dos pistas designadas como 06/24 y 13/31 cada cual con una superficie de betún y asfalto y con unas medidas de 3.000 x 45 metros (9,843 ft × 148 ft).

## Aerolíneas y destinos

### Destinos nacionales
| Ciudades   | Aeropuerto                          | Aerolíneas      |
| Marruecos  | Marruecos                           | Marruecos       |
| ---------- | ----------------------------------- | --------------- |
| Agadir     | Aeropuerto de Agadir-Al Massira     | Ryanair         |
| Casablanca | Aeropuerto Internacional Mohammed V | Royal Air Maroc |
| Marrakech  | Aeropuerto de Marrakech-Menara      | Ryanair         |
| Rabat      | Aeropuerto de Rabat-Salé            | Air Arabia      |
| Tánger     | Aeropuerto de Tánger-Ibn Battuta    | Ryanair         |

### Destinos internacionales
| Ciudades por países | Nombre del aeropuerto                           | Aerolíneas                                                                                   |
| Europa              | Europa                                          | Europa                                                                                       |
| ------------------- | ----------------------------------------------- | -------------------------------------------------------------------------------------------- |
| Alemania            |                                                 |                                                                                              |
| Düsseldorf          | Aeropuerto Internacional de Düsseldorf          | Royal Air Maroc (Estacional)                                                                 |
| Weeze               | Aeropuerto de Baja Renania                      | Ryanair                                                                                      |
| Bélgica             |                                                 |                                                                                              |
| Bruselas            | Aeropuerto de Bruselas-National                 | Air Arabia / Brussels Airlines (Estacional) / Royal Air Maroc (Estacional) / TUI fly Belgium |
| Charleroi           | Aeropuerto de Bruselas Sur                      | Ryanair                                                                                      |
| España              |                                                 |                                                                                              |
| Barcelona           | Aeropuerto Josep Tarradellas Barcelona-El Prat  | Ryanair                                                                                      |
| Murcia              | Aeropuerto Internacional de la Región de Murcia | Air Arabia                                                                                   |
| Francia             |                                                 |                                                                                              |
| Bastia              | Aeropuerto de Bastia-Poretta                    | Transavia (Estacional)                                                                       |
| Beauvais            | Aeropuerto de Beauvais-Tillé                    | Ryanair                                                                                      |
| Estrasburgo         | Aeropuerto de Estrasburgo                       | ASL Airlines France (Estacional)                                                             |
| Lille               | Aeropuerto de Lille-Lesquin                     | TUI fly Belgium                                                                              |
| Lyon                | Aeropuerto de Lyon-Saint Exupéry                | Transavia (Estacional)                                                                       |
| Marsella            | Aeropuerto de Marsella-Provenza                 | Ryanair                                                                                      |
| Montpellier         | Aeropuerto de Montpellier-Méditerranée          | Air Arabia                                                                                   |
| Nantes              | Aeropuerto de Nantes Atlantique                 | Transavia (Estacional)                                                                       |
| París               | Aeropuerto de París-Charles de Gaulle           | Air Arabia / ASL Airlines France (Estacional)                                                |
| París               | Aeropuerto de París-Orly                        | Royal Air Maroc / Transavia / TUI fly Belgium                                                |
| Toulouse            | Aeropuerto de Toulouse-Blagnac                  | Ryanair (Estacional)                                                                         |
| Países Bajos        |                                                 |                                                                                              |
| Eindhoven           | Aeropuerto de Eindhoven                         | TUI fly Belgium (Estacional)                                                                 |

## Tráfico y estadísticas
Ver fuente y consulta Wikidata.
| 2002             | 2003             | 2004             | 2005              | 2006             | 2007              | 2008              | 2009             | 2010              | 2011              | 2012               | 2013              |
| ---------------- | ---------------- | ---------------- | ----------------- | ---------------- | ----------------- | ----------------- | ---------------- | ----------------- | ----------------- | ------------------ | ----------------- |
| 168 385 · 8,06 % | 180 406 · 7,14 % | 193 036 · 7,00 % | 225 444 · 16,79 % | 242 080 · 7,38 % | 315 006 · 30,12 % | 367 156 · 16,56 % | 400 369 · 9,05 % | 461 873 · 14,73 % | 509 188 · 10,68 % | 448 548 · -11,90 % | 505 374 · 12,67 % |

| [ 3 ]       | 2007    | 2006    | 2005    | 2004    | 2003    | 2002    |
| ----------- | ------- | ------- | ------- | ------- | ------- | ------- |
| Operaciones | 3546    | 3108    | 3316    | 3031    | 2303    | 2199    |
| Pasajeros   | 315,006 | 242,080 | 225,444 | 193,036 | 180,406 | 168,385 |
| Carga (t)   | 451.09  | 451.09  | 202.08  | 197.14  | 260.99  | 618.10  |